# 南岳镇 (乐清市)
南岳镇是中华人民共和国浙江省温州市乐清市下辖的一个镇。
2015年12月7日，浙江省人民政府批复同意调整虹桥镇管辖范围，增设南岳镇，镇政府驻南岳镇府前路1号。

## 行政区划
南岳镇下辖以下村级行政区划单位：
南岳社区、杏湾一村、杏湾二村、杏湾三村、杏湾四村、上庄村、垟步桥村、沙港头村、岩坑村、里一村、里二村、里三村、前塘村、后塘村、大嵩上岙村、大嵩下岙村、平盘山村、里岙渔业队村和杏湾渔业队村。